# Borstbeeld van Jozef Weidmann
Het borstbeeld van Jozef Weidmann staat op het terrein van de Progressieve Werknemers Organisatie (PWO) aan de Limesgracht in Paramaribo, Suriname.
Het borstbeeld werd op 29 oktober 1966 onthuld door Just Rens, de minister van Opbouw, enkele maanden na de opening van het nieuwe pand van de PWO.
De katholieke Pater Weidman (1899-1962) was in 1946 medeoprichter van de politieke partij PSV (Progressieve Surinaamse Volkspartij) en twee jaar later van de christelijke vakfederatie PWO, waarbij zich winkelpersoneel, zorgmedewerkers en bouwvakkers aansloten. Hij richtte zich op een betere positie voor arbeiders via betere arbeidsvoorwaarden, een cao en medezeggenschap. Hij wordt gezien als de grondlegger van het algemeen kiesrecht in Suriname.
Op 15 februari 1975 werd ook een standbeeld van hem opgericht aan de Dr. Sophie Redmondstraat.